# Patsyella acanthodes
Patsyella acanthodes är en mossdjursart som beskrevs av Gordon 1982. Patsyella acanthodes ingår i släktet Patsyella och familjen Chaperiidae. Inga underarter finns listade i Catalogue of Life.